# Berthold Schwarz
Berthold Schwarz, talvolta Bertold Schwarz o Bertoldo il Nero (in latino Bertholdus Niger; in tedesco: Berthold der Schwarze) (1318 circa – 1384 circa) è stato un monaco cristiano e alchimista tedesco.
Probabilmente originario di Friburgo in Brisgovia, è conosciuto soprattutto per la sua presunta scoperta della polvere da sparo, avvenuta casualmente intorno al 1359 (secondo altre fonti nel 1353). Ad oggi, tale personaggio è considerato dagli storici più una figura immaginaria che una reale e l'invenzione attribuita alla polvere da sparo e ai fucili o ai cannoni resta solo una leggenda.

## La leggenda
La leggenda può essere così riassunta: un frate interessato alle arti oscure di nome Bertoldo pestò salnitro, zolfo e carbone in un mortaio durante esperimenti alchemici, posizionando poi il pestello nel recipiente e uscendo quindi dalla stanza. Subito dopo, si udì un'esplosione: i francescani in convento assieme a lui si precipitarono sul posto, scoprendo che il pestello era esploso e si era incastrato così tanto in una trave del soffitto da non poter essere estratto nemmeno dopo aver toccato le reliquie di Santa Barbara. In seguito, Bertoldo avrebbe adoperato mortai o recipienti di grandezza maggiore (forse dei pentoloni) come modello per realizzare i primi rudimentali cannoni. Si narra che alla leggenda si devono rispettivamente l'origine del nome con cui si indica la polvere da sparo in tedesco (Schwarzpulver, letteralmente polvere nera), il significato "mortaio" adoperato per indicare il pezzo di artiglieria a tiro curvo e che Santa Barbara sia diventata la patrona degli artiglieri a seguito di quell'incidente.
Le fonti sull'identità del personaggio restano assai variegate. Alcuni studiosi segnalano per accreditare la veridicità storica dell'uomo vari manoscritti tedeschi del XV secolo in cui viene menzionato il maestro Bertoldo (Meister Berthold). Il documento più antico ad oggi conosciuto relativo al personaggio è un manoscritto anonimo incentrato sulla pirotecnica del 1410 e conservato presso il museo nazionale germanico di Norimberga. Ad ogni modo, Bertoldo non è indicato come un religioso, ma come maestro d'arte e alchimista, dunque con un titolo di studio alle spalle. Secondo altri scritti dell'inizio del XV secolo, l'uomo sarebbe greco. Nel testo dedicato alla pirotecnica, stampato ad Augusta nel 1529 da Heinrich Stainer sulla base del manoscritto di Friburgo MS 362 del 1432, un alchimista di nome Niger Berchtholdus è da considerare l'inventore dell'arte del tiro con i fucili e anche della cosiddetta polvere da sparo. Sempre nello stesso scritto, si racconta di come egli provò a miscelare piombo, olio, salnitro e zolfo al fine di ottenere una vernice di colore aureo riscaldandolo in pentole di rame. Nel momento in cui adoperava contenitori di rame sigillati con chiavistelli di ferro, questi esplodevano sul fuoco, poiché il gas formatosi non poteva fuoriuscire. Così, se ne dedusse la possibilità di adoperare tale scoperta per fini bellici. Secondo il Libro dei fuochi d'artificio, in seguito evitò di adoperare piombo e olio e aggiunse del carbone, modificando poi ancora una volta la composizione della sua mistura con la stessa quantità di salnitro e zolfo e un po' meno carbone.
Altrettanto varie sono le storie non supportate da prove che riguardano la sua morte. Una di esse riferisce di come vendette i suoi segreti alla Repubblica di Venezia, che impiegarono la nuova arma nell'assedio di Chioggia del 1380 contro i genovesi e quindi fecero morire l'inventore per non pagargli la ricompensa promessa. Un'altra popolare versione vuole che si spense ironicamente perché colpito da un'esplosione.

## La possibile storicità del personaggio

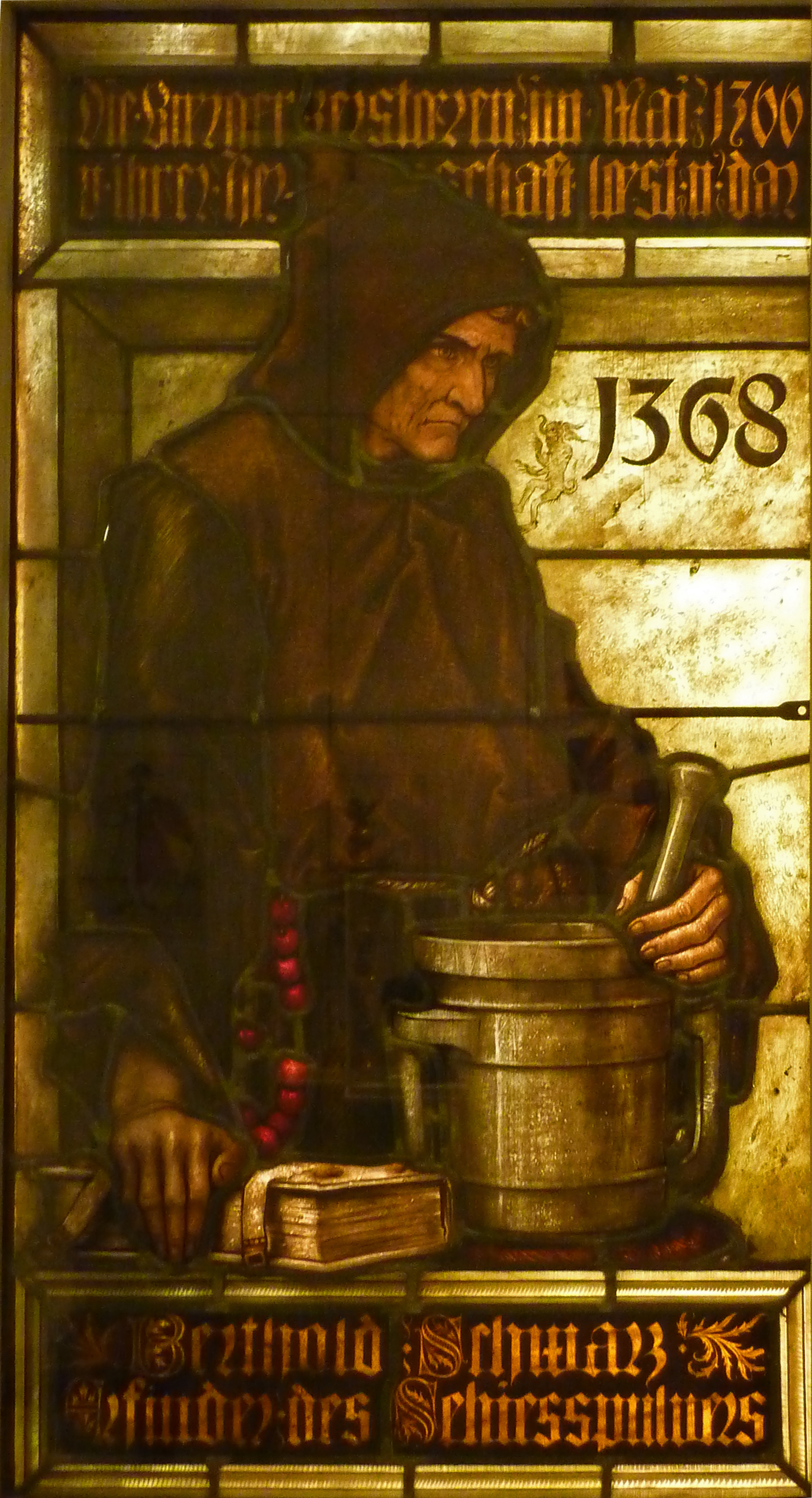
Bertoldo Schwarz su una vetrata restaurata da Fritz Geiges

Dalla fine del XV secolo, Bertoldo compare in libri redatti in varie latitudini. Traspare comunque difformità in merito alla sua attività in vita, essendo indicato come un religioso (benedettino o francescano), come un uomo di cultura, come un alchimista o come un disoccupato. Heinrich Hansjakob, il quale voleva provare l'esistenza di Schwarz nel XIX secolo e raccolse documenti a tale scopo, cita come primo riferimento assoluto quello compiuto da Felix Hemmerlin, conosciuto anche con lo pseudonimo Malleolus. Quest'ultimo, in un libro pubblicato intorno al 1495 (De Nobilitate) raccontava che un abile alchimista di nome Bertholdus niger scaldò salnitro, zolfo e un metallo trattato con del mercurio nel corso di un esperimento in un vaso chiuso, il quale poi esplose. Non si fa alcun riferimento alla carica di chierico. In un'altra variante, Bertoldo avrebbe riscaldato lo zolfo e lo avrebbe miscelato con salnitro, carbone e/o olio di lino, innescando la reazione chimica in questione. Sulla base di quanto visto, secondo Hemmerlin, Schwarz sviluppò rudimentali cannoni o mortai.
Un'ulteriore testimonianza sull'epiteto Niger è avvenuta ad opera di Franz Helm, autore di Landshut che scriveva negli anni 1520 e 1530. Secondo Helm:
(Franz Helm, Buch von den probierten Künsten)
Nella Cosmographia di Sebastian Münster, nella parte dello scritto in cui si fa riferimento ad Achilles Gasser, si cita altresì l'invenzione del cannone, avvenuta secondo l'autore nel 1354 ad opera di un chimico teutonico di nome Bertoldo Schwarz: si tratterebbe di una data molto successiva alla prima testimonianza attendibile dell'impiego di un cannone in Europa. Nel passaggio in questione, Bertoldo viene descritto come un alchimista e un francescano, vestito con abiti neri.
Si sono susseguiti vari tentativi finalizzati a trovare personaggi storici che potessero essere accostati alla leggenda e che collegassero, nello specifico, Bertoldo con la Germania meridionale e Friburgo. Il medievalista Hans Jürgen Rieckenberg intravede una corrispondenza tra Berthold Schwarz e il canonico di Costanza Bertold von Lützelstetten (una località situata sempre nei dintorni di Costanza), che risultò membro del capitolo della cattedrale locale dal 1294 al 1310. Inoltre, questi appare quattro volte nell'elenco dell'Università di Parigi in qualità di magister artium Bertoldus tra il 1329 e il 1336. Hansjakob identificò Bertold con Konstantin Angeleisen o Anklitzen, un tale il cui cognome può essere fatto risalire a Friburgo e che fuggì in un monastero di Praga a causa del suo lavoro di alchimista e lì fu giustiziato nel 1388 perché ritenuto colpevole di stregoneria. Franz Marie Feldhaus, nel 1910, si accoda a questa tesi e pensa che i resoconti di un certo "Maestro Bertoldo" dell'inizio del XV secolo, redatti appena 25 anni dopo la morte di questo maestro, dovrebbero essere intesi seriamente come testimonianza storica di un alchimista di nome Bertoldo chiamato "il Nero" e francescano.

### Posizioni critiche sulla leggenda e sul personaggio
È stato dimostrato che l'invenzione della polvere da sparo risale a prima del XIV secolo, che fosse già nota in Europa (la cita per esempio Ruggero Bacone nel suo Liber Ignium) intorno al 1260 e che prima ancora la conoscessero sia gli arabi che l'antica Cina. La denominazione "polvere nera", meno usata in lingua italiana ma comune in tedesco, deriverebbe ovviamente dal colore della sostanza e non dal suo leggendario omonimo. L'artiglieria simile al cannone fece la sua comparsa in Europa intorno al 1300 e in Cina già nel XIII secolo (si pensi allo schioppo Heilongjiang del 1288). Nel suo Milione, Marco Polo riferiva nel 1318 dell'uso della polvere nera da parte degli orientali per i fuochi d'artificio.
Marcellin Berthelot e altri hanno contestato la storicità di Bertoldo Schwarz già nel XIX secolo, ma tale operazione è proseguita anche in tempi più recenti. Secondo J.R. Partington, che scriveva negli anni Sessanta del Novecento, Bertoldo Schwarz sarebbe né più né meno di una figura fittizia come Robin Hood: lo scopo della sua invenzione era quello di attribuire l'invenzione della polvere da sparo e del cannone all'area di lingua tedesca.
All'inizio degli anni '90, Volker Schmidtchen ha compiuto un quadro riassunto delle ricerche fino ad allora compiute sul leggendario chierico. I toni sono rimasti abbastanza critici, considerando che l'autore ha espressamente affermato che "Schwarz appartiene al regno della favola". Le armi da fuoco furono probabilmente sviluppate in gran parte in modo indipendente in vari paesi europei da tecnici intraprendenti all'inizio del XIV secolo, sebbene l'esatto corso degli eventi non sia stato chiarito ancora in modo esauriente.

## Lascito

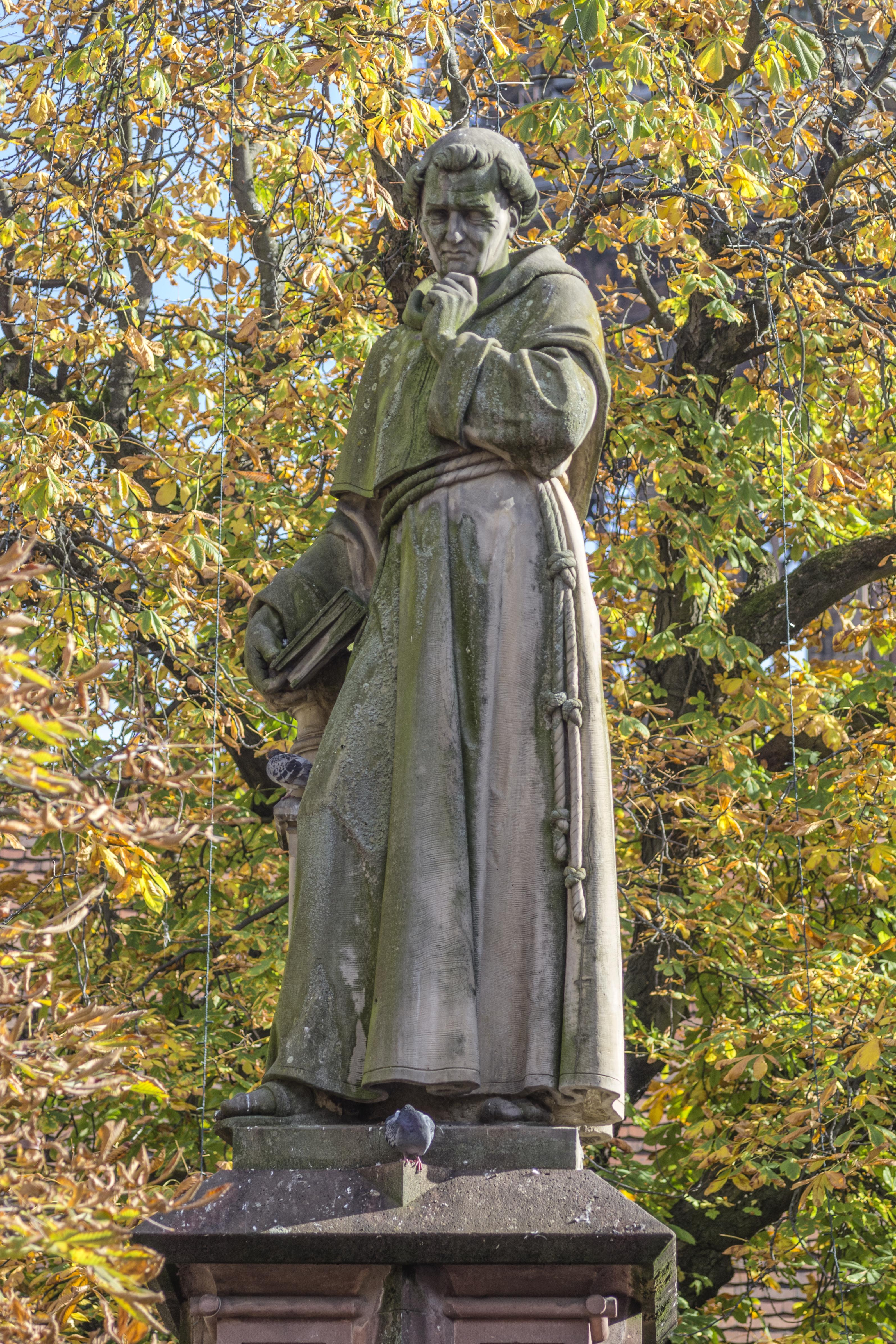
Statua di Bertoldo Schwarz su una fontana a Friburgo in Brisgovia

La piazza del municipio di Friburgo presenta una fontana ottagonale realizzata da Josef Alois Knittel. Composta di pietra arenaria gialla, è coronata da una statua dedicata a Bertoldo Schwarz. Su di essa sono riportate le seguenti parole:
La città originariamente desiderava erigere il monumento nel 1851 e aveva già avviato una gara d'appalto allo scopo di commissionare il lavoro ad un prezzo massimo di 1.650 fiorini. Le offerte di Ignatz Michel e Ludwig Hügle di Heimbach erano leggermente più alte, ma non furono accettate perché entrambi considerati "ordinari intagliatori di pietre". Tuttavia, la città voleva che il monumento fosse realizzato da Knittel, che si fece carico del costo extra di 2.700 fiorini e lo fece realizzare dal suo allievo Joseph von Kopf.